# US-amerikanische Bandynationalmannschaft der Herren
Die US-amerikanische Bandynationalmannschaft der Herren präsentiert die Vereinigten Staaten bei internationalen Spielen im Bandy.

## Geschichte
Die American Bandy Association wurde 1981 gegründet und in die International Bandy Federation aufgenommen. Am 5. November 1983 bestritt die Auswahl ihr erstes Länderspiel gegen Norwegen. Das in Oslo ausgetragene Spiel verloren die Vereinigten Staaten mit 1:6. 1985 kam es in Norwegen zum WM-Debüt der US-Amerikaner. Bis zum ersten Sieg bei einer Weltmeisterschaft dauerte es aber bis 1991, als mit Kanada, Ungarn und den Niederlanden gleich alle drei Neulinge besiegt wurden. Die Mannschaft rangierte in den folgenden Jahren bei Weltmeisterschaften auf den sechsten oder siebten Platz, wodurch die Mannschaft immer wieder in der A-Gruppe mitspielte. 2009 verloren die US-Amerikaner zwar das Relegationsspiel um den Aufstieg in die A-Gruppe gegen Belarus, da Belarus 2010 jedoch auf eine WM-Teilnahme verzichtete, spielten die Vereinigten Staaten wieder bis 2012 im Oberhaus. 2012 gab es kein Relegationsspiel mehr und die Mannschaft stieg als Sechster und Letzter der A-WM ab. 2014 wurden die Vereinigten Staaten aufgrund einer Reformierung des Austragungsmodus wieder erstklassig. Außerdem gelang durch ein 5:5 gegen Norwegen in der Gruppenphase erstmals ein Punktgewinn gegen eine der klassischen Bandynationen (Russland, Finnland, Norwegen, Schweden). Im abschließenden Spiel um Platz 5 verloren die US-Amerikaner aber mit 3:6 gegen Norwegen.

## Abschneiden bei Weltmeisterschaften
| WM   | Gastgeber | Platzierung              | Gruppe        | Gruppenspiele                                                                       | Platzierungsspiele                                                                              |
| ---- | --- | ------------------------ | ------------- | ----------------------------------------------------------------------------------- | ----------------------------------------------------------------------------------------------- |
| 1985 | Norwegen Drammen, Mjøndalen, Solbergelva, Ullern, Stabekk, Røa, Oslo                                                                          | 5. Platz (5 Teilnehmer)  |               | 1:5 Norwegen 1:12 Schweden 1:6 Finnland 0:8 Sowjetunion                             |                                                                                                 |
| 1987 | Schweden Vänersborg, Göteborg, Lidköping, Skövde, Kungälv, Trollhättan, Örebro, Motala, Köping, Katrineholm, Stockholm                        | 5. Platz (5 Teilnehmer)  |               | 0:12 Schweden 1:21 Sowjetunion 1:4 Norwegen 0:10 Finnland                           |                                                                                                 |
| 1989 | Sowjetunion Moskau, Krasnogorsk | 5. Platz (5 Teilnehmer)  |               | 1:7 Norwegen 0:13 Finnland 1:14 Sowjetunion 0:19 Schweden                           |                                                                                                 |
| 1991 | Finnland Porvoo, Helsinki | 5. Platz (8 Teilnehmer)  | B-WM          | 10:0 Kanada 20:0 Ungarn 8:1 Niederlande                                             | 1:21 Norwegen (Viertelfinale) 13:0 Kanada (Spiel um Platz 5)                                    |
| 1993 | Norwegen Hamar | 5. Platz (8 Teilnehmer)  | B-WM          | 8:0 Kanada 4:0 Ungarn 9:1 Niederlande                                               | 0:7 Norwegen (Viertelfinale) 5:3 Kanada (Spiel um Platz 5)                                      |
| 1995 | Vereinigte Staaten Roseville | 6. Platz (8 Teilnehmer)  | B-WM          | 4:1 Kanada 11:3 Ungarn 1:5 Kasachstan                                               | 1:6 Finnland (Viertelfinale) 1:4 Norwegen (Spiel um Platz 5)                                    |
| 1997 | Schweden Fagersta, Grängesberg, Katrineholm, Köping, Otterbäcken, Sandviken, Skövde, Slottsbron, Stockholm, Trollhättan, Vänersborg, Västerås | 6. Platz (9 Teilnehmer)  | B-WM          | 12:0 Ungarn 13:1 Niederlande 5:2 Kanada                                             | 0:13 Finnland (Viertelfinale) 1:7 Norwegen 5:1 Kanada (Spiel um Platz 6)                        |
| 1999 | Russland Archangelsk | 6. Platz (6 Teilnehmer)  |               | 0:5 Kasachstan 0:11 Schweden 1:12 Russland 1:11 Finnland 0:7 Norwegen               | 3:5 Kasachstan (Spiel um Platz 5)                                                               |
| 2001 | Schweden und Finnland Haparanda, Oulu | 6. Platz (7 Teilnehmer)  |               | 1:4 Norwegen 1:12 Finnland 14:0 Belarus 1:14 Kasachstan 3:11 Russland 1:18 Schweden | 3:18 Norwegen (Spiel um Platz 5)                                                                |
| 2003 | Russland Archangelsk | 7. Platz (9 Teilnehmer)  | B-WM          | 18:0 Niederlande 4:6 Belarus 15:0 Estland                                           | 9:3 Estland (Spiel um Platz 7)                                                                  |
| 2004 | Ungarn Budapest | 6. Platz (11 Teilnehmer) | B-WM          | 4:3 Kanada 10:1 Ungarn 12:0 Niederlande 10:0 Estland 6:1 Belarus                    | 7:0 Belarus (Finale B-WM)                                                                       |
| 2005 | Russland Kasan | 6. Platz (11 Teilnehmer) | A-WM          | 1:19 Russland 2:20 Schweden 0:15 Finnland 1:17 Kasachstan 2:7 Norwegen              | 3:6 Belarus (Relegation)                                                                        |
| 2006 | Schweden Eskilstuna, Gustavsberg, Katrineholm, Linköping, Oxelösund, Stockholm, Västerås                                                      | 7. Platz (12 Teilnehmer) | B-WM          | 10:1 Ungarn 8:0 Estland 14:0 Mongolei 14:0 Niederlande 4:1 Kanada                   | 2:3 Belarus (Relegation)                                                                        |
| 2007 | Russland Kemerowo | 7. Platz (12 Teilnehmer) | B-WM          | 11:0 Niederlande 8:0 Mongolei 12:2 Ungarn 6:1 Lettland 14:2 Estland                 | 6:2 Lettland (Hinspiel um Platz 7) 5:0 Lettland (Rückspiel um Platz 7) 1:9 Belarus (Relegation) |
| 2008 | Russland Moskau | 7. Platz (13 Teilnehmer) | B-WM          | 9:0 Ungarn 11:0 Estland 11:1 Lettland 17:1 Mongolei 10:0 Niederlande 7:1 Kanada     | 4:6 Belarus (Relegation)                                                                        |
| 2009 | Schweden Eskilstuna, Solna, Stockholm, Västerås, Uppsala                                                                                      | 7. Platz (13 Teilnehmer) | B-WM          | 17:0 Ungarn 12:0 Estland 9:0 Lettland 9:1 Niederlande 16:1 Mongolei 9:1 Kanada      | 1:3 Belarus (Relegation)                                                                        |
| 2010 | Russland Moskau | 6. Platz (11 Teilnehmer) | A-WM          | 5:10 Norwegen 6:14 Schweden 2:13 Finnland 5:19 Russland 4:9 Kasachstan              | 9:6 Kanada (Relegation)                                                                         |
| 2011 | Russland Kasan | 6. Platz (11 Teilnehmer) | A-WM          | 0:17 Russland 2:7 Kasachstan 2:13 Finnland 1:8 Schweden 3:7 Norwegen                | 5:2 Belarus (Relegation)                                                                        |
| 2012 | Kasachstan Almaty | 6. Platz (14 Teilnehmer) | A-WM          | 3:19 Russland 3:13 Kasachstan 1:7 Finnland 0:15 Schweden 3:6 Norwegen               |                                                                                                 |
| 2013 | Schweden Vetlanda | 7. Platz (14 Teilnehmer) | B-WM A-Gruppe | 10:1 Kanada 11:0 Ungarn 14:0 Lettland                                               | 8:1 Lettland (Halbfinale B-WM) 4:2 Kanada (Finale B-WM)                                         |
| 2014 | Russland Irkutsk | 6. Platz (17 Teilnehmer) | A-WM B-Gruppe | 7:4 Belarus 7:1 Kanada 5:5 Norwegen                                                 | 3:11 Kasachstan (Viertelfinale) 3:2 Belarus 3:6 Norwegen (Spiel um Platz 5)                     |

### WM-Bilanzen
Stand nach der WM 2014
| Land        | Sp. | S  | SnV | U | NnV | N  | TV     | TD   | Bemerkung |
| ----------- | --- | -- | --- | - | --- | -- | ------ | ---- | --------- |
| Estland     | 7   | 7  | 0   | 0 | 0   | 0  | 79:5   | +74  |           |
| Finnland    | 11  | 0  | 0   | 0 | 0   | 11 | 9:119  | −110 |           |
| Kanada      | 15  | 15 | 0   | 0 | 0   | 0  | 104:23 | +81  |           |
| Kasachstan  | 9   | 0  | 0   | 0 | 0   | 9  | 18:86  | −68  |           |
| Lettland    | 7   | 7  | 0   | 0 | 0   | 0  | 59:5   | +54  |           |
| Mongolei    | 4   | 4  | 0   | 0 | 0   | 0  | 55:2   | +53  |           |
| Niederlande | 9   | 9  | 0   | 0 | 0   | 0  | 104:3  | +101 |           |
| Norwegen    | 16  | 0  | 0   | 1 | 0   | 15 | 31:125 | −94  |           |
| Russland    | 6   | 0  | 0   | 0 | 0   | 6  | 13:97  | −84  |           |
| Schweden    | 9   | 0  | 0   | 0 | 0   | 9  | 11:129 | −118 |           |
| Sowjetunion | 3   | 0  | 0   | 0 | 0   | 3  | 2:43   | −41  |           |
| Ungarn      | 10  | 10 | 0   | 0 | 0   | 0  | 116:7  | +109 |           |
| Belarus     | 12  | 6  | 0   | 0 | 0   | 6  | 57:42  | +15  |           |

Herren:
Belarus |
Deutschland |
Estland |
Finnland |
Japan |
Kanada |
Kasachstan |
Kirgisistan |
Lettland |
Mongolei |
Niederlande |
Norwegen |
Russland |
Schweden |
Somalia |
Ukraine |
Ungarn |
Vereinigte Staaten
Ehemalige Nationalmannschaften:
Sowjetunion
Damen:
Finnland |
Schweden |
Norwegen |
Russland |
Vereinigte Staaten |
Kanada |
Ungarn